# Vdova

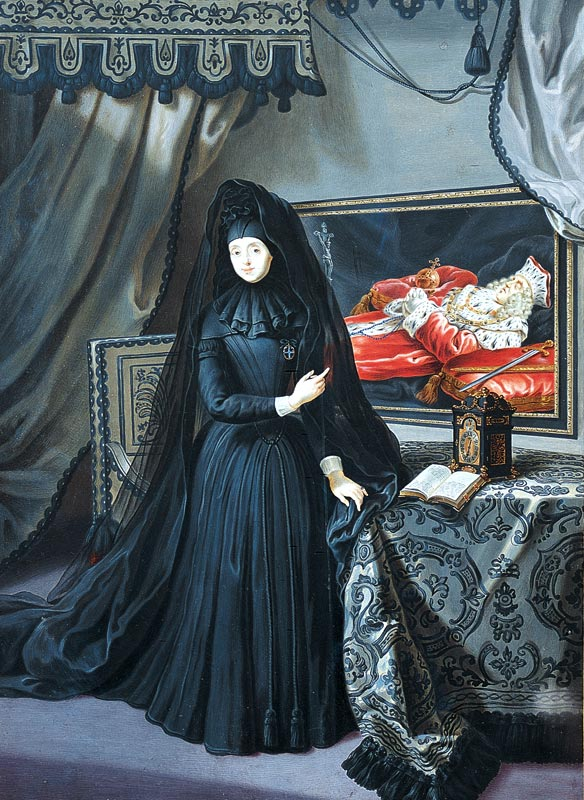
Anna Marie Luisa Medicejská jako truchlící vdova, autor Jan Frans van Douven, rok 1717

Vdova je označení ženy, které zemřel manžel. Vdovec je označení pro muže, kterému zemřela manželka. Ovdovělých žen je obecně více než vdovců - mužů, neboť ženy se obvykle dožívají průměrně vyššího věku a také bývají při sňatku mladší než muži. Výraz vdovec je zřejmě novější a jeho postavení nikdy nebylo tak problematické. Ovdovění se dnes uvádí jako údaj o rodinném stavu.
Ve starších společnostech, kdy se staral o obživu rodiny především muž, měl status vdovy závažnější společenské důsledky.

## Historie

### Etymologie
České slovo „vdova“ má paralely ve všech slovanských i neslovanských jazycích. Odvozuje se od praslovanského slova vydova, které vzniklo odvozením od staroindického vidhevá. Je možná souvislost s indickým vidhú (ten, kdo něco ztratil). Podobnost je možné spatřit v dalších indoevropských jazycích, např. v jihoslovanském udovica, italském vedova, anglickém widow, německém Witwe atd.

### Společenský význam
Postavení vdovy a jejích dětí (sirotků) bylo ve starších zemědělských společnostech obtížné. Ztráta muže znamenala většinou ztrátu obživy a často i majetku. Extrémní příklad představuje indický obyčej satí, kdy byla vdova při pohřbu svého muže upálena s ním. Je pravděpodobné, že se tento obyčej v dávných dobách praktikoval i jinde. V Indii byl zakázán teprve v 19. století. Obyčej truchlení se i v českých zemích dodržoval až do počátku 20. století, týkal se například černého oblečení a různých dalších omezení, jak o nich hovoří například "Babička" Boženy Němcové.
Už sumerští a starobabylonští panovníci se naproti tomu na svých pomnících chlubili, že za jejich vlády „bohatý nečinil bezpráví sirotě, mocný neubližoval vdově“ (Gudeova socha). Povinnost ochrany „bezdomovců, vdov a sirotků“ se velmi často připomíná v Bibli, například „Buď proklet, kdo převrací právo bezdomovce, sirotka a vdovy" (Dt 27, 19) nebo „Pečuj o vdovy, které jsou skutečně opuštěné“ (1Tm 5, 3).
Jiný společenský problém představovaly mladé vdovy po padlých bojovnících v raném středověku. Byly často v mladém věku a měly dobré konexe, takže panovníkům často dělaly starosti. V 10. a 11. století proto vznikaly „vdovské“ kláštery, což byla patrně i funkce kláštera svatého Jiří na Pražském hradě. Postavení vdov se zlepšilo ve městech, kde mohly převzít živnost svého manžela a někdy se dokonce mohly stát členkami cechů. Šlechtické ženy měly v pozdním středověku a v novověku právo na „obvěnění“ – podíl vdovy na majetku po zemřelém manželovi. V poslední době (viz registrované partnerství) byli ovdovělým postaveni na roveň i pozůstalí registrovaní partneři.

## Demografie
V prosinci 2010 pobíralo v ČR vdovský důchod 579 000 žen v průměrném věku 57 let a 95 000 mužů (14 % ovdovělých) v průměrném věku 53 let. V roce 1990 bylo ve Francii 3,26 milionu vdov proti 633 000 vdovců (16,3 % ovdovělých), čili zhruba poměr 5:1. Poměr byl ještě větší po válkách, například v SSSR a v Německu po roce 1945.

## Kultura
V ději komické opery B. Smetany „Dvě vdovy“ z roku 1874 je zachycen obyčej truchlení i způsoby jeho ukončení. Opereta F. Lehára „Veselá vdova“ z roku 1905 představuje bohatou vdovu jako „dobrou partii“.

## Metafory
- V typografii pojem „vdova“ označuje poslední řádek odstavce, který přetekl na následující stránku. Naopak „sirotek“ je první řádek odstavce, který je zároveň posledním řádkem na stránce.
- „Slaměný vdovec“ je ženatý muž, který je přechodně doma sám bez manželky.
- „Černá vdova“ je pavouk, snovačka jedovatá; lidový název pochází z mylného přesvědčení, že samička samečka po páření sežere.